# (136849) 1998 CS1
(136849) 1998 CS1 est un astéroïde Apollon, aréocroiseur et cythérocroiseur, classé comme potentiellement dangereux. Il fut découvert le 9 février 1998 par le Beijing Schmidt CCD Asteroid Program à la station de Xinglong.